# Archivradio
Das Archivradio ist ein am 19. Juli 2007 mit Unterstützung des Deutschen Rundfunkarchivs (DRA) gegründetes multimediales Angebot der ARD. Das Archivradio dient dem Zweck, historisch bedeutsame Tondokumente aus deutschen Rundfunkarchiven und anderen Audiobeständen möglichst ungekürzt öffentlich zugänglich zu machen. Initiator war der Rundfunkjournalist Maximilian Schönherr, die redaktionelle Zuständigkeit und Weiterentwicklung des Angebots übernahm die Redaktion SWR2 Wissen. Unter dem Namen SWR2 Archivradio gehörte es zum Internetangebot des Südwestrundfunks, bis sich 2024 der Bayerische Rundfunk, der Hessische Rundfunk, der Mitteldeutsche Rundfunk und der Westdeutsche Rundfunk dem Projekt anschlossen.

## Konzept
Das Archivradio begann zunächst als Internetradio. Seit 2018 besteht es im Wesentlichen aus vier Säulen:
- einem Webradio-Kanal mit umfangreichen Originalaufnahmen zu jeweils einem Schwerpunkt-Thema
- einem Podcast, der auch über die ARD Audiothek ausgespielt wird
- der Website archivradio.de, auf der ein großer Teil der Aufnahmen on demand abrufbar ist. Die Seite ist chronologisch und thematisch sortiert und enthält zu vielen Originaltönen ausführliche Hintergrundinformationen.
- einordnenden Sendungen in der Reihe SWR2 Wissen, in denen anhand der Originalaufnahmen Hintergründe erläutert werden

### Bildungsauftrag
Das Programm wird federführend im Rahmen des Bildungsangebots des öffentlich-rechtlichen Kulturradiokanals SWR2 mitverantwortet. Als Zielgruppe wurden von Beginn an insbesondere „Schüler höherer Schulstufen, Studenten, Lehrer, Hochschullehrer und Journalisten“ genannt, sowie generell „onlineaffine Radiohörer“ mit einem großen Interesse an zeitgeschichtlichen Themen. Ende 2010 bestand das SWR2 Archivradio den Drei-Stufen-Test, in dem ihm der „Public Value“ (Wert für die Öffentlichkeit) laut Rundfunkgesetz bescheinigt wurde: „Das Programm hat eine typisch öffentlich-rechtliche Ausrichtung und sorgt für ein Mehr an Bildung für die interessierte Öffentlichkeit.“
Das Archivradio enthält keine Werbung.

### Webradio und Podcast

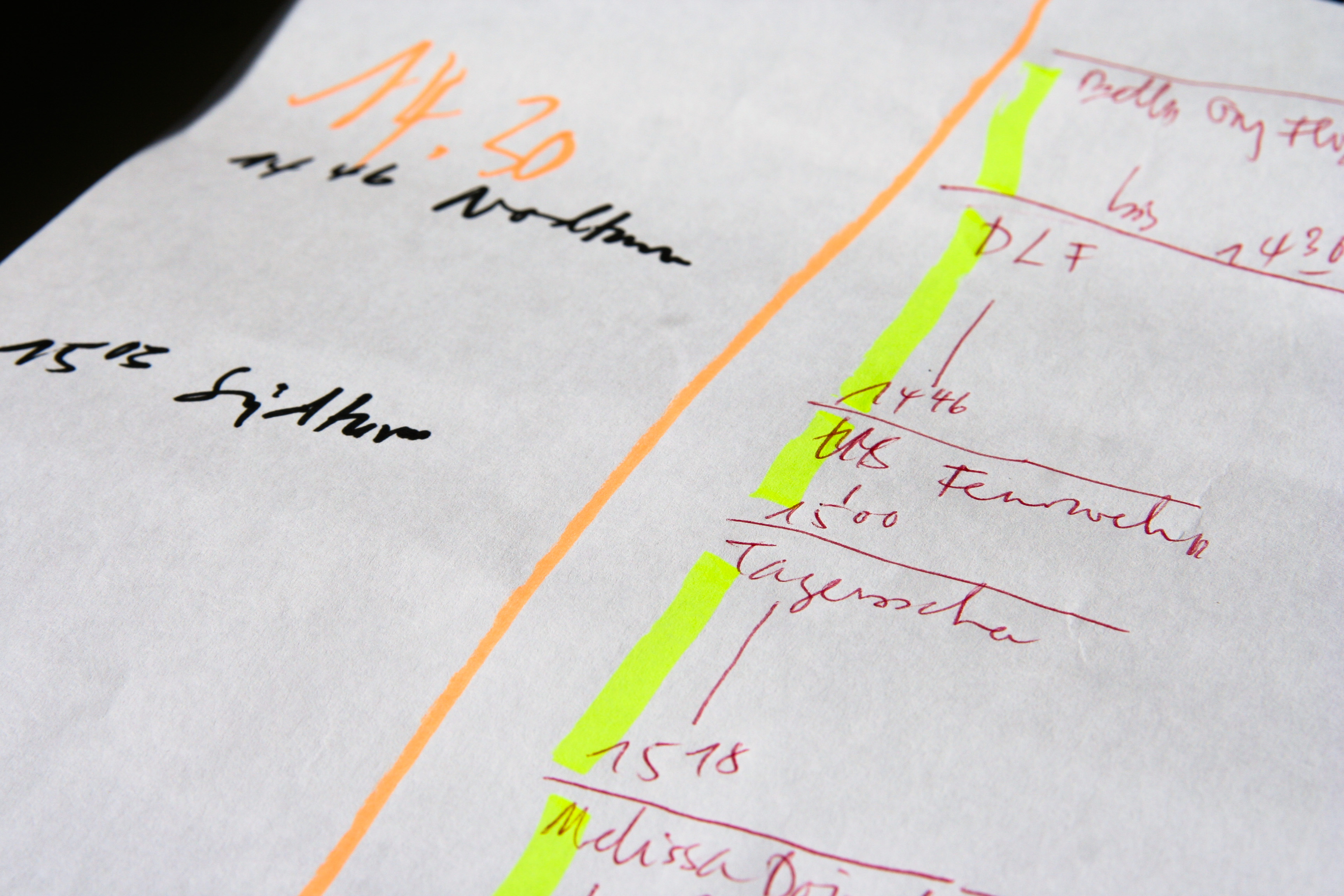
Handschriftliche Planungsskizze für das Archivradio anlässlich 10 Jahre 9/11

Weil das Archivradio nicht an Formate wie zum Beispiel stündliche Nachrichten gebunden ist, gilt es als formatfreies Radio. Zu seinen Grundprämissen gehört, möglichst ungeschnittenes Rohmaterial zu senden, zu streamen und on demand abrufbar zu machen. Dieses Tonmaterial kann aus historisch wichtigen Hörfunksendungen, Interviews, Veranstaltungsmitschnitten, Reportagen, parlamentarischen Debatten und Diskussionen bestehen, meist eingebettet in einen bestimmten Themenschwerpunkt. Eine kurze Moderation leitet die einzelnen Originalaufnahmen ein. Darüber hinaus erfolgt keinerlei Kommentierung der Originaltöne; historisch einordnendes Hintergrundmaterial liefern allein die dazugehörige Webseite sowie linear ausgestrahlte Sendungen auf SWR2.

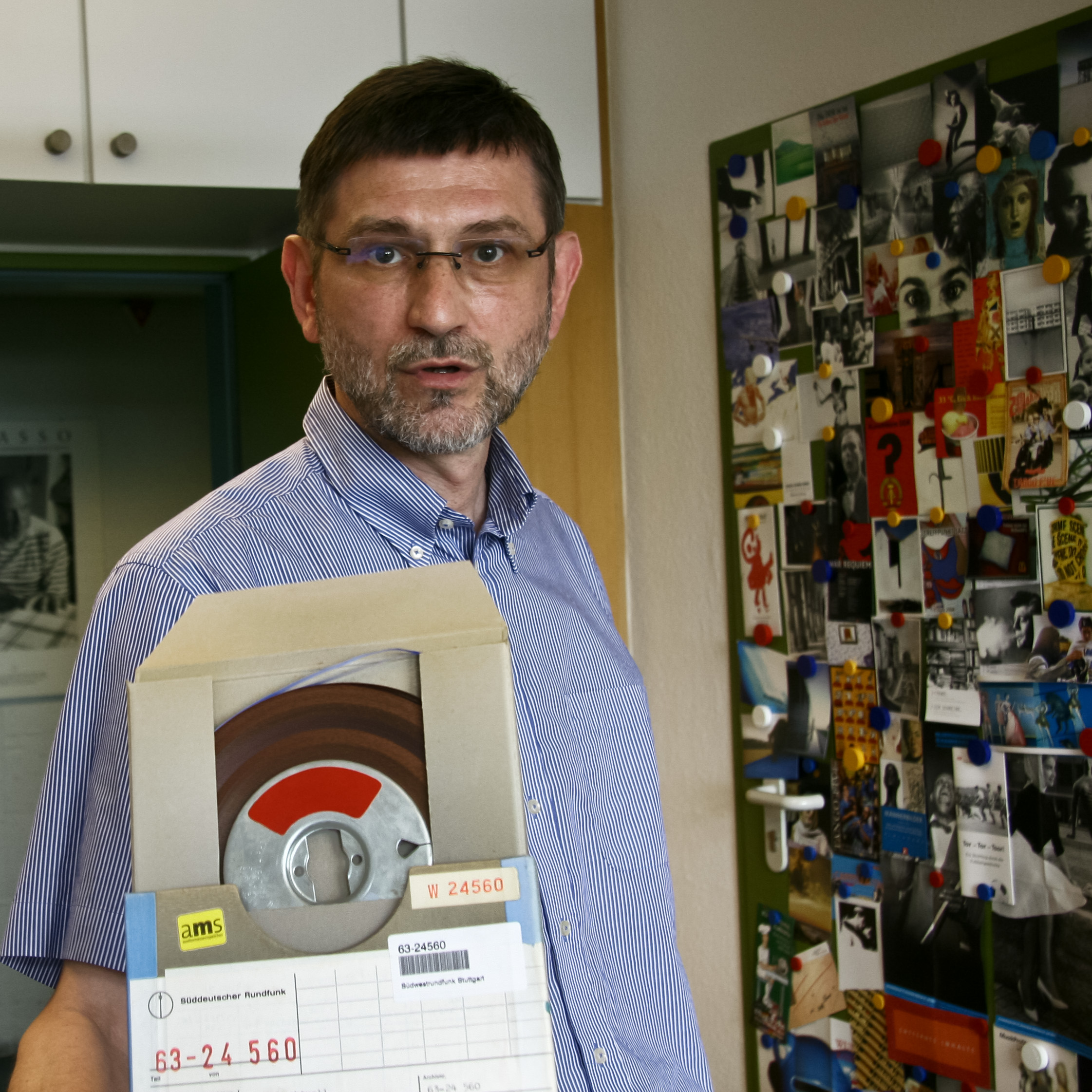
SWR-Dokumentar Georg Polster im Archiv (2007)

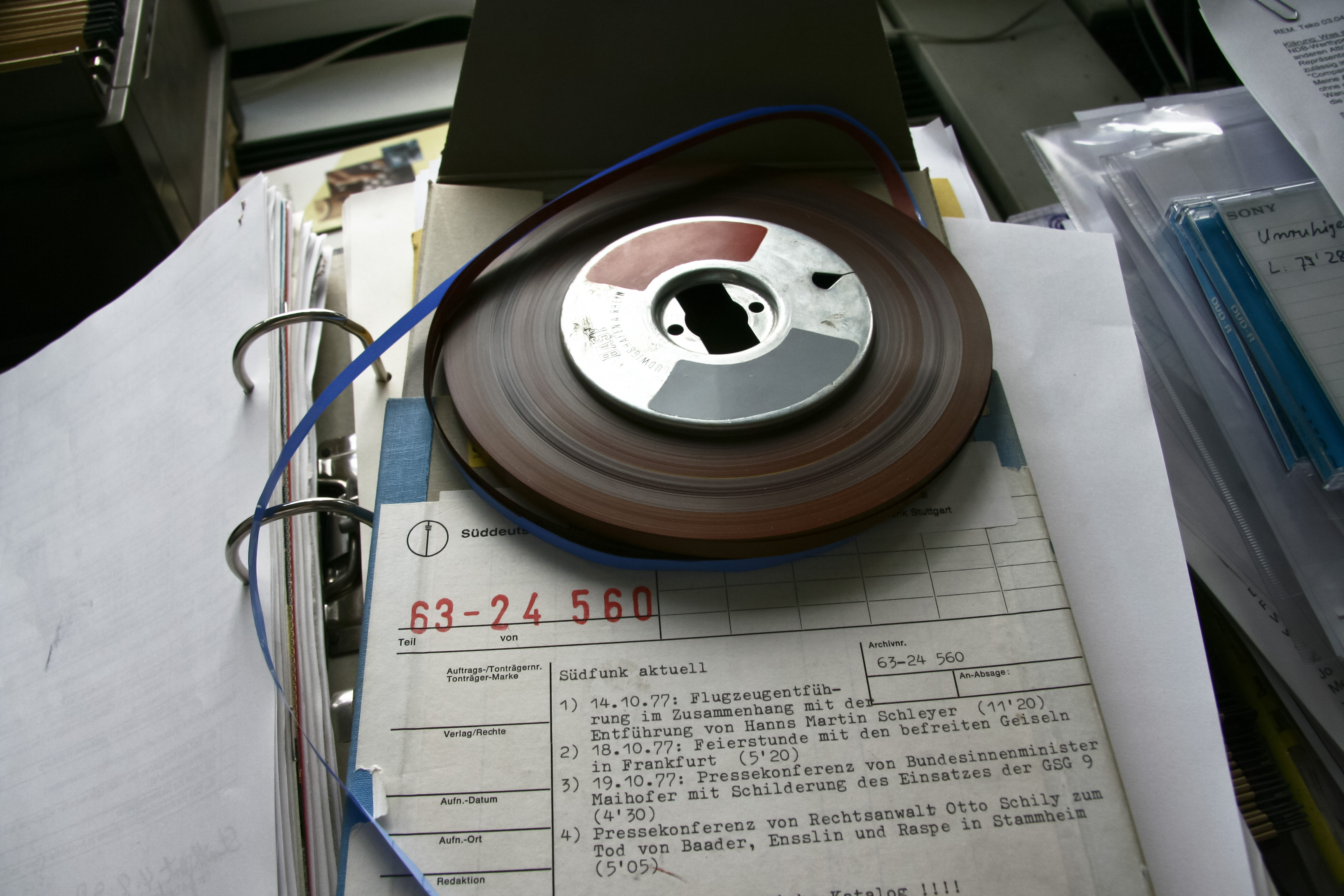
Tonband mit Sendemitschnitten vom Herbst 1977, eingesetzt im Archivradio 2007

Der Podcast bringt in der Regel wöchentlich mehrere Episoden zu einem Thema, meist mit einem aktuellen Bezug. Das Webradio dagegen sendet Töne zu größeren Themenschwerpunkten. Dabei arbeitet die Redaktion im SWR mit Archivaren des SWR, seit 2024 den ARD-Anstalten BR, HR, MDR und WDR zusammen. Mit seinem Grundkonzept unterscheidet sich das Archivradio deutlich von anderen Radioprogrammen.

### Sendungen in SWR2
Seit Oktober 2010 strahlt SWR2 zu einzelnen Schwerpunkten auch einordnende Sendungen aus. Im Gespräch mit einem Studiogast – meist dem Autor eines der Schwerpunkte oder auch externen Experten – werden Hintergründe zu den Tondokumenten erläutert. Diese Sendungen laufen in der Reihe (somit auch im Podcast von) SWR2 Wissen. Auch diese Sendungen stehen im Internet als Audiodateien zum Abruf bereit.
Das Archivradio diente als Keimzelle für andere Projekte, etwa der WDR-Features über den Stammheim-Prozess (2009, Deutscher Hörbuchpreis) und den DDR-Spionageprozess gegen Elli Barczatis und Karl Laurenz („Fallbeil für Gänseblümchen“, Featurepreis der Stiftung Radio Basel 2012).

### Originaltöne
Die Tondokumente entstammen weitgehend den Archiven der ARD-Rundfunkanstalten und dem Deutschen Rundfunkarchiv. Das Archivradio betrat Neuland, indem es erstmals Originalmitschnitte aus dem Stammheim-Prozess und dem Tonarchiv des Bundesbeauftragten für die Stasi-Unterlagen (BStU) streamte. Von der Existenz der Stammheim-Bänder wusste man bis zu dahin nichts. Die Veröffentlichungen von Stasi-Aufnahmen gehören zu Anstrengungen des Stasiunterlagenarchivs, historisches Tonmaterial aufzuarbeiten und in geordneten Bahnen zu publizieren.

### Sprachrohr der Archivare

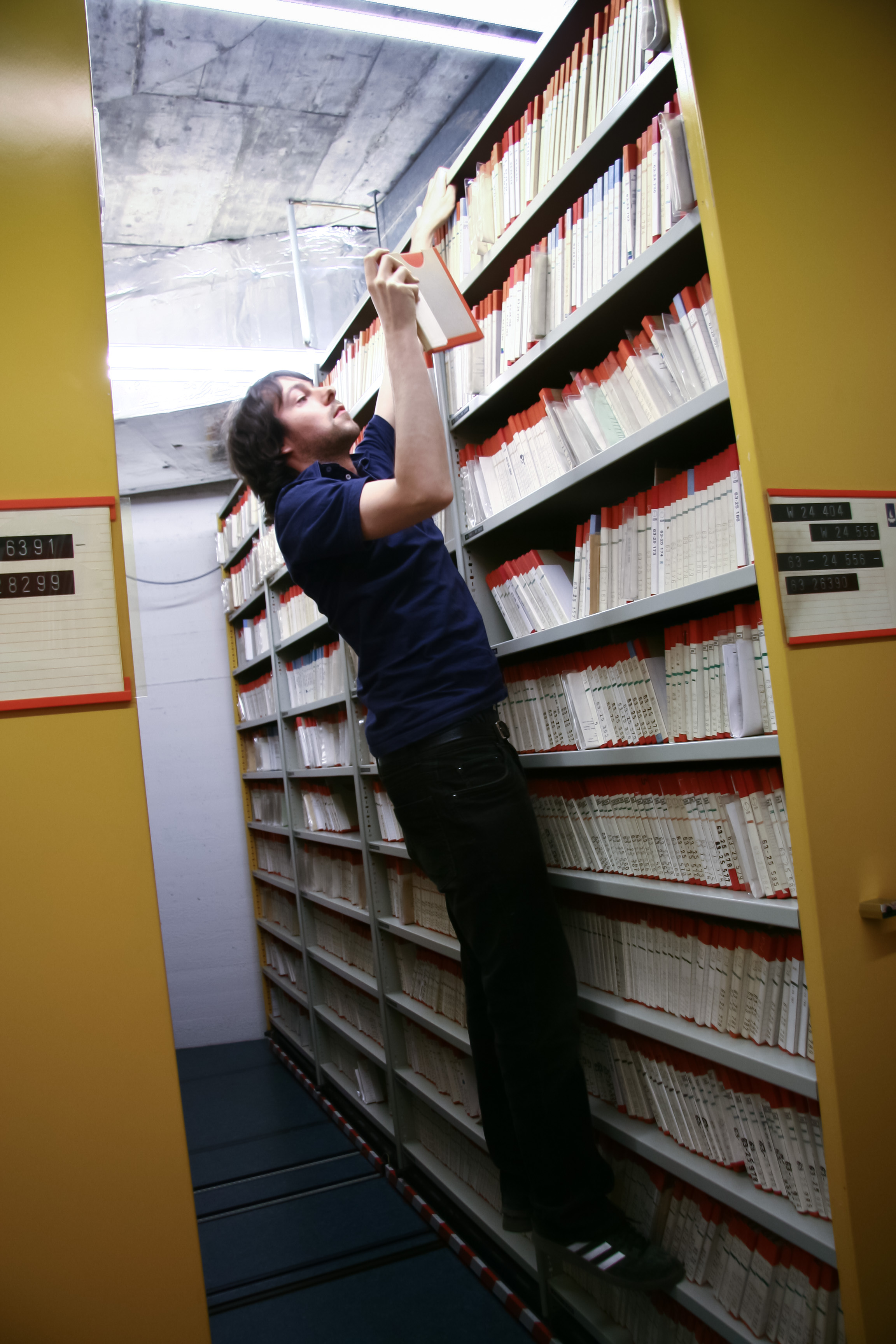
Archivmitarbeiter im SWR Stuttgart 2007

Weil sich das Archivradio auch als Plattform zur Öffnung der Archive und als Brücke zwischen der Öffentlichkeit und den Abteilungen für Dokumentation in den ARD-Hörfunkanstalten und dem Deutschen Rundfunkarchiv versteht, kommen hier die Archivare und Dokumentare selbst zu Wort, in Form von ungekürzten „Archivgesprächen“. Zum Beispiel unterhielt sich anlässlich der Archivradio-Bestückung mit Originaltönen aus den Stasi-Bändern Maximilian Schönherr mit Katri Jurichs und Elke Steinbach aus dem Stasiunterlagenarchiv über ihre Archivarbeit, unter anderem darüber, wie sie für exotische Aufnahmemedien (wie Tondrähte) heute noch Abspielgeräte finden, um die alten Aufnahmen zu retten und zu digitalisieren. In einem anderen Archivgespräch erzählte Georg Polster, Historiker und Archivar in der Wortdokumentation im SWR Stuttgart, von der Entstehung und Archivierung eines speziellen Tonbands, das das Archivradio anlässlich des Schwerpunkts „30 Jahre Deutscher Herbst 1977“ in voller Länge sendete. Anlässlich des Archivradio-Schwerpunkts „China in historischen Originaltönen“ berichtete die Leiterin der Dokumentation Wort bei der Deutschen Welle, Diana Redlich, vom Zustand ihres Archivs und konkret von der Herkunft von vier Tonbändern mit Petra Kelly, Franz Josef Strauß, Eugen Gerstenmaier und Carl Friedrich von Weizsäcker, die sich über die Öffnung der Volksrepublik China äußern.

## Geschichte

### Frühe Tests mit Internet-Streams
Das Archivradio geht auf eine Idee des Rundfunkjournalisten Maximilian Schönherr zurück. Am 1. März 2002 testete er einen Radiostream von seinem PC im Büro aus. Im Jahr 2003 lernte er im Rahmen eines Interviews für die WDR-Sendung „Wortlaut“ zwei Programmierer und Webdesigner, Hans und Hartmut Landwehr, in Haan kennen, die gerade eine breitbandige Internetverbindung installiert hatten und nach Inhalten suchten, um diese testweise zu streamen. Zu den Teilnehmern des Experiments gehörte bereits die Edition Wandelweiser, eine Gruppe experimenteller E-Musiker, die vor allem Stille sendete. Schönherr speiste einige Stunden Originaltöne aus seiner privaten Interview- und Geräuschesammlung ein, ließ sich von einem englischen Programmierer ein Plug-in schreiben, um auf seiner Webseite den Titel der gerade abgespielten Audiodatei sichtbar zu machen.

### Erstes Konzept

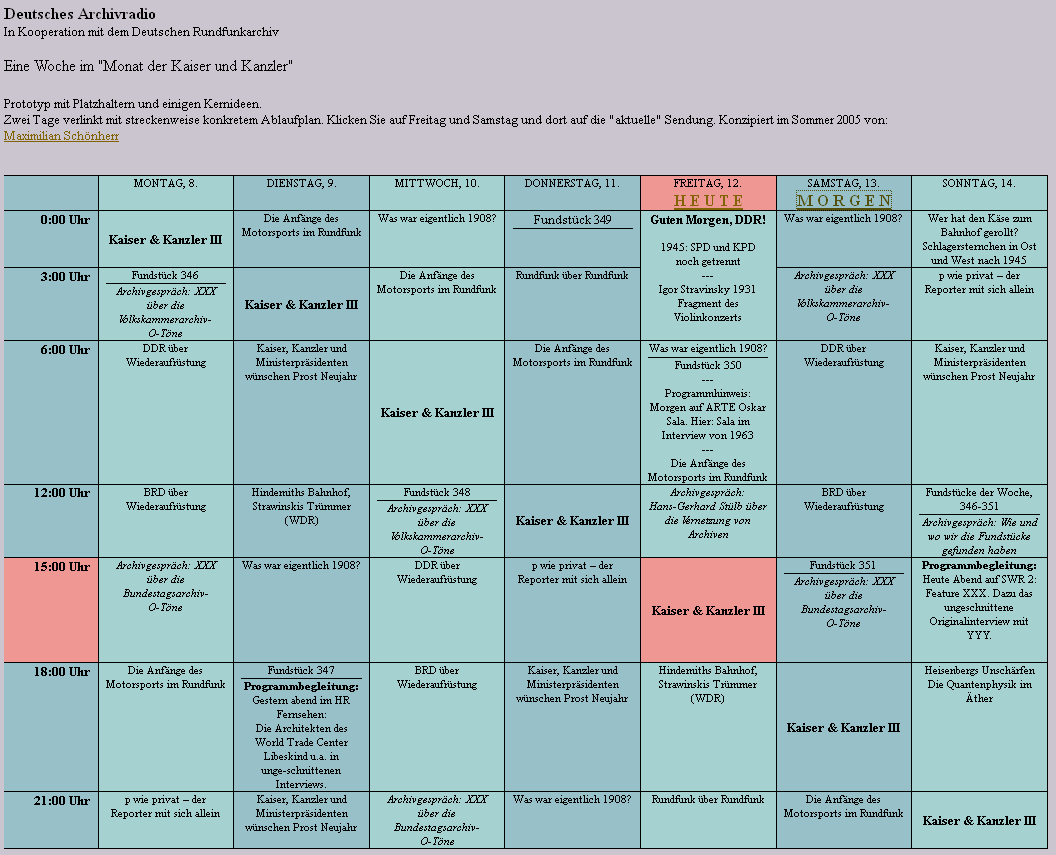
Erstes Konzept für ein „Deutsches Archivradio“, mit Platzhaltern und einem strengen Sendeschema, 2005

Nach diesem problemlosen Test-Stream von sich monatelang wiederholendem, etwa 12 Stunden langem O-Ton-Material erarbeitete er mit Hilfe des Feature-Regisseurs Nikolai von Koslowski das Konzept eines Internetradios für die ARD, welches ungeschnittene Originaltöne aus den Rundfunkarchiven streamen würde. Die Sender begannen damals mit den Streams ihrer Antennenprogramme, stiegen also gerade in die Welt des Internetradios ein. Mit seinem Konzept eines „Deutschen Archivradios“ trat Schönherr, der mit den Hörfunkarchiven aus seiner journalistischen Arbeit her vertraut war, an den Leiter des Deutschen Rundfunkarchivs Hans-Gerhard Stülb heran. Stülb unterstützte das Projekt.

### Sendersuche

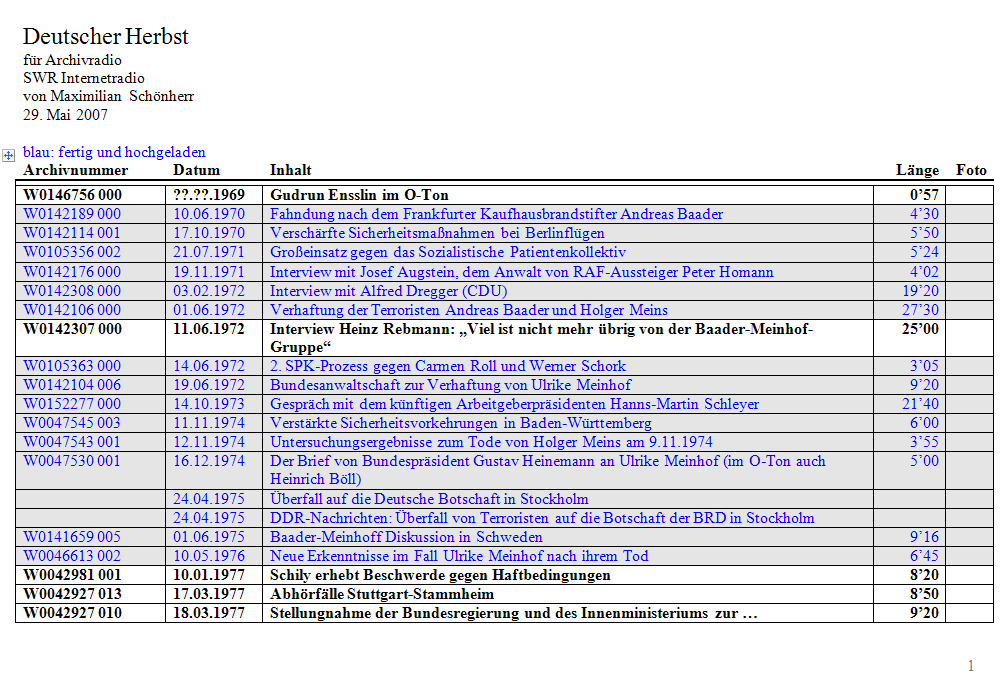
Archivradio – Bestückung des ersten Prototyps mit Originaltönen zum „Deutschen Herbst“, 2007

Die Idee benötigte einen ARD-Sender, wo das Archivradio redaktionell und technisch unterkam. Beim WDR-Intendanten Fritz Pleitgen stieß die Idee im Jahr 2005 auf Interesse, jedoch hielt dessen Multimediabeauftragter Rüdiger Malfeld sie für nicht attraktiv und unrealisierbar. Beim SWR dagegen fiel die Idee sofort auf fruchtbaren Boden. Der Sender hatte gerade eine Kommission für einen „Wissens-Channel“ gegründet, in dem es um Zusatzangebote fürs Internet ging. Der Leiter der Wissenschaftsredaktion im Hörfunk (SWR2), Detlef Clas, brachte die Idee des Archivradios hier ein, stellte Verbindungen zum Leiter der Dokumentation im SWR, Michael Harms, zu dem Archivar Georg Polster, dem Hörfunkdirektor des SWR, Bernhard Herrmann und der Online-Redaktion in Baden-Baden her. Innerhalb kürzester Zeit entstand im Frühjahr und Sommer 2007 unter Leitung von Schönherr der erste Prototyp, ein 24-stündiger Stream mit ungeschnittenen Originaltönen anlässlich 30 Jahre „Deutscher Herbst“ 1977. Die Probephase des – nun „SWR2 Archivradio“ genannten – Projekts endete Ende 2010 mit dem erfolgreichen Abschluss des Dreistufentests.

### Podcast
Der Podcast begann im Oktober 2017, kurz vor dem offiziellen Start der ARD Audiothek. Wie auch das Internetradio zehn Jahre zuvor, startete auch der Podcast mit Aufnahmen zum Deutschen Herbst. Zu diesem Zeitpunkt wurde auch die Webseite umgebaut. Begleitete sie ursprünglich nur die jeweiligen Schwerpunkte, entstand nun ein chronologisch und thematisch sortierter Online-Katalog der Audios. Im April stiegen weitere ARD-Anstalten beim Archivradio ein.

## Themenschwerpunkte (Ausschnitt)
- 2007: 30 Jahre Deutscher Herbst und die Rote Armee Fraktion
- 2008: diverse Themen zur Zeitgeschichte seit dem Zweiten Weltkrieg, Schwerpunkt China
- 2009:
  - Zeitgeschichte aus den 1990er Jahren
  - die deutsche Vereinigung von 1989/1990
- 2010:
  - Türkei
  - 60 Jahre deutsch-deutsche Geschichte
  - Konrad Zuse – Erfinder des Computers und
  - Geschichte des Hörfunks in Originaltönen
- 2011:
  - Die „Stasi-Bänder“: Tonbänder, die vom Staatssicherheitsdienst der DDR aufgenommen worden waren
  - Reaktorkatastrophe von Tschernobyl
  - Zur Fußball-Weltmeisterschaft der Frauen 2011: Pionierinnen des Sports
  - Zehnter Jahrestag der Terroranschläge am 11. September 2001
  - Eine kleine Geschichte des Hörfunks: Tondokumente zur deutschen Rundfunkgeschichte
- 2012:
  - Tschernobyl & Fukushima: Über das Ende der Atomkraft in Deutschland
  - Martin Walser im Rundfunk
  - Die Geschichte der Ökologiebewegung
  - 35 Jahre Deutscher Herbst
  - Sternstunden der Wissenschaft
  - Erster Deutscher Schriftstellerkongress, Berlin 1947, 13 Stunden Originalmitschnitt[14]
- 2013:
  - Die Stasi-Bänder: Tonaufnahmen aus dem Archiv des Ministeriums für Staatssicherheit[15]
  - Der Élysée-Vertrag – 50 Jahre Deutsch-französische Freundschaft
  - Die Geschichte der Ökologiebewegung
  - Die Geschichte des Verkehrs
  - Deutsche Jahre: Radiodokumente aus den 1950er Jahren
  - Die Stasi-Bänder: Der DDR-Strafprozess 1953 gegen den Professor für Bergbau Otto Fleischer im Originalton
  - 90 Jahre Radio in Deutschland
- 2014:
  - Der Erste Weltkrieg. Tondokumente aus den Jahren 1914–18
  - Verkehrsgeschichte – die bedeutendsten und umstrittensten Verkehrsprojekte seit Anfang des 20. Jahrhunderts sowie die erste Ölkrise.
  - Deutsche Jahre: Radiodokumente aus den 1960er Jahren
  - Der DDR-Strafprozess gegen Elli Barczatis und Karl Laurenz 1955
- 2015:
  - Jüdisches Leben in Deutschland nach 1945
  - Deutsche Jahre: Radiodokumente aus den 1970er Jahren
  - Auschwitz und die Deutschen
  - Deutsche Jahre – Die 1980er
  - Medizin in historischen Originaltönen
  - Fluchtpunkt Deutschland
- 2016:
  - Die Atomkatastrophen von Tschernobyl und Fukushima
  - Der Erste Weltkrieg. Tondokumente aus den Jahren 1914–18
  - Der Nürnberger Kriegsverbrecherprozess
  - Menschenraub im Kalten Krieg
- 2017:
  - 40 Jahre Deutscher Herbst
  - 60 Jahre Saarland und 70 Jahre Rheinland-Pfalz
- 2018:
  - Sternstunden der Wissenschaft: Von der Relativitätstheorie bis zum Bauplan des Menschen
  - Die Reichstagsdebatten vor Hitlers Machtergreifung
  - Rudi Dutschke und die 1968er
- 2019
  - Die frühe Luftfahrt
  - Der Neumühler Banden-Prozess: ein pfälzisches Gangster-Epos
  - 50 Jahre Mondlandung: Die Geschichte der Raumfahrt
  - Der Strafprozess gegen Otto Fleischer
  - Der Fall der Mauer
- 2020
  - Die geheime Stasi-Akademie für Operative Psychologie
  - Das letzte Jahr der DDR
- 2021
  - Todesstrafe wegen Brandstiftung: Der DDR-Strafprozess gegen Walter Praedel
- 2023
  - DDR-Prozesse gegen Nazi-Verbrecher: Theodor Oberländer, Heinz Barth, Hans Globke[16]
- 2025
  - Der Rundfunk 1933 unter den Nationalsozialisten[17]

## Nachweise
1. ↑  ARD Archivradio. Abgerufen am 3. April 2024.
2. ↑  Hermann Rotermund, Jürgen Krob, Heiko Klatt: Gutachten zu den marktlichen Auswirkungen des Telemedienangebots SWR2 Archivradio. Seite 38. Abgerufen am 19. Mai 2011.
3. ↑  SWR: Telemedienkonzepte des SWR. Seite 137f. Juni 2010. Abgerufen am 19. Mai 2011.
4. ↑  SWR2: Beispiel Weimarer Parlamentsdebatten: Die NSDAP droht und verlässt das Parlament | 9.2.1931. 15. Februar 2021, abgerufen am 5. August 2023.
5. ↑  Hermann Rotermund, Jürgen Krob, Heiko Klatt: Gutachten zu den marktlichen Auswirkungen des Telemedienangebots SWR2 Archivradio. Seite 44. Abgerufen am 19. Mai 2011.
6. ↑  SWR: SWR2 Archivradiogespräche. Sendungen im Überblick. Abgerufen am 6. August 2011.
7. ↑  SWR:  2011: Die Arbeit in der Stasi-Unterlagenbehörde. Archivgespräch. 22. Februar 2011, abgerufen am 6. August 2011. – Originalton (Memento vom 1. Februar 2017 im Internet Archive) (MP3; 18,8 MB).
8. ↑  SWR: Archivgespräch mit Georg Polster (SWR). (Memento vom 12. Mai 2016 im Internet Archive) Archivgespräch über das Band zu einer Flugzeugentführung. 24. Juli 2007. Abgerufen am 6. August 2011
9. ↑  SWR: Archivgespräch mit Diana Redlich (DW) (Seite nicht mehr abrufbar. Suche in Webarchiven). 24. November 2007. Abgerufen am 6. August 2011. – Originalton (Seite nicht mehr abrufbar, festgestellt im Dezember 2018. Suche in Webarchiven).
10. ↑  In diesem ersten Konzept vom Juni 2005 hieß es: „Dies ist die Idee zu einem werbefreien, nicht-kommerziellen ‚Deutschen Archivradio‘, welches unaufbereitete Informationen in guter Qualität übers Internet sendet, nämlich die Quellen, die Originaltöne, das Rohmaterial, die Herzstücke. Unmoderiert, nonstop, rund um die Uhr. Es fungiert als Begleitmedium zu den Hörfunk- und Fernsehsendungen der ARD und ist mit diesen auf enge Weise verlinkt. Es fördert Schätze der Archive nach oben und macht damit die Fachkompetenz der Archive, insbesondere des Deutschen Rundfunkarchivs, einer interessierten breiten Öffentlichkeit zugänglich. Zudem unterstreicht es eine Kernkompetenz der ARD, nämlich Informationen zu bieten, die auf harten Quellen beruhen. Das Internetradio sendet diese Quellen in ungeschnittener Form und ergänzt damit das immer feiner segmentierte und aufbereitete Programm der Sendeanstalten.“
11. ↑  Pleitgen teilte in seinem Schreiben vom 9. Mai 2005 die „Begeisterung für Archivschätze“, gab aber zu bedenken, dass urheberrechtliche Fragen ein Problem darstellten.
12. ↑  Malfeld im Gespräch am 14. Juni 2005: „Warum soll sich eine minimale Hörergruppe einen solchen Stream antun?“
13. ↑  SWR2: Die vier Säulen im Archivradio. 1. April 2024, abgerufen am 2. April 2024.
14. ↑  Siehe dazu auch Deutscher Germanistenverband, Dezember 2012
15. ↑  Dazu ein einstündiges Hintergrundgespräch, ausgestrahlt in SWR 2 am 1. Januar 2013
16. ↑  SWR2: DDR-Prozesse gegen Nazi-Verbrecher. 31. Oktober 2023, abgerufen am 5. Dezember 2023.
17. ↑  S. W. R. Kultur: Der Rundfunk 1933 – Vom Massenmedium zum NS-Propagandainstrument. 1. Juni 2025, abgerufen am 3. Juni 2025.